# Кот-д'Івуар на Чемпіонаті світу з водних видів спорту 2015
Кот-д'Івуар взяв участь у Чемпіонаті світу з водних видів спорту 2015, який пройшов у Казані (Росія) від 24 липня до 9 серпня.

## Плавання
Плавці Кот-д'Івуару виконали кваліфікаційні нормативи в дисциплінах, які наведено в таблиці (не більш як 2 плавці на одну дисципліну за часом нормативу A, і не більш як 1 плавець на одну дисципліну за часом нормативу B):
Чоловіки
| Спортсмен      | Дисципліна          | Попередній заплив | Попередній заплив | Півфінал        | Півфінал        | Фінал           | Фінал           |
| Спортсмен      | Дисципліна          | Час               | Місце             | Час             | Місце           | Час             | Місце           |
| -------------- | ------------------- | ----------------- | ----------------- | --------------- | --------------- | --------------- | --------------- |
| Тано П'єр Атта | 50 м на спині       | 33.92             | 66                | Завершив виступ | Завершив виступ | Завершив виступ | Завершив виступ |
| Тано П'єр Атта | 50 м брасом         | 38.65             | 73                | Завершив виступ | Завершив виступ | Завершив виступ | Завершив виступ |
| Тібо Даньйо    | 50 м вільним стилем | 23.91             | 56                | Завершив виступ | Завершив виступ | Завершив виступ | Завершив виступ |
| Тібо Даньйо    | 50 м батерфляєм     | 25.33             | 47                | Завершив виступ | Завершив виступ | Завершив виступ | Завершив виступ |

Жінки
| Спортсменка    | Дисципліна           | Попередній заплив | Попередній заплив | Півфінал         | Півфінал         | Фінал            | Фінал            |
| Спортсменка    | Дисципліна           | Час               | Місце             | Час              | Місце            | Час              | Місце            |
| -------------- | -------------------- | ----------------- | ----------------- | ---------------- | ---------------- | ---------------- | ---------------- |
| Кокое Ах'єе    | 50 м брасом          | DNS               | DNS               | Завершила виступ | Завершила виступ | Завершила виступ | Завершила виступ |
| Таліта Те Флан | 400 м вільним стилем | 4:32.72           | 44                | Н/Д              | Н/Д              | Завершила виступ | Завершила виступ |
| Таліта Те Флан | 800 м вільним стилем | 9:16.89           | 39                | Н/Д              | Н/Д              | Завершила виступ | Завершила виступ |